# Georg Wilhelm Friedrich Hegel
Georg Wilhelm Friedrich Hegel (født 27. august 1770 i Stuttgart, død 14. november 1831 i Berlin) var en tysk filosof.
Hegel har været skoledannende inden for den såkaldte kontinentale filosofi. Hans livsværk bestod i udviklingen af et stort filosofisk system, som han selv betegnede som absolut idealisme. Hegel er blevet kaldt den sidste store systembygger i filosofiens historie (i stil med Thomas Aquinas). Han skabte med sin filosofi en tankebygning, som han mente dækkede tilværelsen i sin helhed.
Det var Hegel, der satte dialektikken i system og foreslog den som strukturen i både den logiske og den historiske udvikling. Hegel kaldes ofte for højdepunktet i den tyske idealisme, der talte så prominente navne som Fichte, Schleiermacher og Schelling.
Hans spekulative tænkning, der mere er rettet mod den store helhed end mod de små detaljer, må anbringes i den tyske romantiske tænkning.
Hegels filosofi havde stor indflydelse i samtiden og i eftertiden. Hans skrifter inspirerede talrige retninger inden for filosofien, blandt andre hegelianismen og marxismen.

## Biografi
Hegel studerede teologi og filosofi i Tübingen mellem 1788 og 1793. Rygterne om den franske revolution nåede Tübingen i 1789. Han læste forbudte franske aviser, sang Marseillaisen og sluttede sig til hemmelige selskaber, hvor man råbte Vive la Liberte! Han boede sammen med Friedrich Hölderlin (1770-1843) fra 1788, og i 1790 flyttede den dengang 15-årige, senere filosof, Friedrich von Schelling (1775-1854) ind. Sammen kom de tre til at præge digtning og tænkning i de næste århundreder. De drak vin, diskuterede og læste højt for hinanden, og sammen skrev de et manifest for den tyske idealisme. De var overbevist om, at de levede i en periode, hvor menneskeheden ville gøre store fremskridt. Deres selskab kaldte de "den usynlige kirke", i modsætning til samfundets "synlige kirke".
Efter sin eksamen arbejdede Hegel som privatlærer for familier i Bern og Frankfurt. Frem til ca. 1800 var han beskæftiget med at udvikle sine tanker om religiøse og sociale emner. Det ser ud til, at han så sig selv i rollen som en slags reformator med forbillede i den tyske oplysningstids store personligheder som Lessing og Schiller. Men omkring 1800 vendte hans interesse sig i stedet mod Immanuel Kant (1724-1804).
I 1801 fik han arbejde på universitetet i Jena, hvor han mødte Schelling igen. I løbet af 1790'erne var Jena blevet et centrum for kantianisme, og Schelling var allerede en af lederne for den romantiske bevægelse, da Hegel kom dertil. Hegel var påvirket af filosoffen Johann Gottlieb Fichte (1762-1814), som var en af de toneangivende Kant-forskere. Sidst på året 1801 udgav Hegel sit første filosofiske værk, Differenz des Fichteschen und Schellingschen Systems der Philosophie, og til 1803 arbejdede han tæt sammen med Schelling om udgivelsen af et tidsskrift for kritisk filosofi.
Sidst i 1806 afsluttede Hegel sit første hovedværk, Phänomenologie des Geistes (udgivet i 1807), som afveg en del fra hans tidligere mere schellingsk påvirkede skrifter. Schelling var for usystematisk anlagt, mente Hegel.  Schelling opfattede en kritik i forordet til ”Fænomenologien” som rettet mod sit arbejde, og hans venskab med Hegel sluttede brat. Da Napoleons hær besatte Jena, blev universitetet lukket, netop som Hegel gjorde manuskriptet færdigt. Da han blev forstyrret af franske soldater i sit logi, frygtede han så meget for sit manuskript, at han flyttede ud.
Han var ludfattig, og hans liv som ungkarl antog en uventet retning, da han gjorde sin værtinde og husholderske gravid. Den 5. februar 1807 fødte Christiane Charlotte Burkhardt (født Fischer) en lille dreng, Georg Ludwig Friedrich Fischer. Barnet blev optaget i huset hos en forlægger i Jena, da Hegel ikke kunne forsørge sig selv, og langt mindre sit barn eller Christiane, som han ikke ønskede at dele sit liv med.
I sin arbejdsløshed blev han avisredaktør i Bamberg, men fra 1808 til 1815 var han rektor og filosofilærer på et gymnasium i Nürnberg. Samtidig blev han gift og fik børn, mens han skrev på sit næste hovedværk, Wissenschaft der Logik.
I 1816 fik han arbejde som professor ved universitetet i Heidelberg, men allerede i 1818 blev han professor i filosofi ved universitetet i Berlin. Det var datidens mest eftertragtede stilling for en filosof. Hegel blev efterhånden meget berømt og var universitets rektor i en periode. Han arbejdede ved Berlins universitet indtil sin død i 1831.

## Filosofi

### Metafysik
Metafysik kan defineres som læren om det grundlæggende eller læren om det egentligt virkelige. Hegels begreb om virkelighed hænger tæt sammen med hans begreb om tilværelsen som helhed. Kun tilværelsen som et organisk, sammenhængende hele kan være ubetinget virkelig, siger han. Som han udtrykker det: ”Det sande er det hele.” 
Hegels filosofi er netop et forsøg på at forklare, hvad tilværelsen er i sin helhed. Han ønsker tilmed at forklare, hvilken plads alle enkeltfænomener har i denne helhed. Han vil bygge et altomfattende filosofisk system, i hvilket ethvert tænkeligt fænomen bliver forklaret som en del af helheden.
Denne helhed er kendetegnet ved fornuft. Det virkelige – helheden – er fornuftigt. Tilværelsen i sin helhed er gennemtrængt af en fornuftig orden og struktur.
Hegels filosofi er en idealistisk filosofi; dvs. en filosofi der siger, at virkeligheden egentlig er noget åndeligt, ikke noget materielt. Det er fornuften – Hegel bruger også udtrykket ”ånden” – der er det første og det primære. Fornuften gennemtrænger alt og former alt. Fornuften er den inderste virkelighed, ikke naturen. Men naturen er en manifestation af fornuften.
Tilværelsens fornuftige struktur former sig dialektisk. Alle områder er præget af dialektik. Det vil sige: Alting udvikler sig gennem modsætninger eller modsigelser. Denne udvikling kan beskrives ved hjælp af skemaet tese – antitese – syntese. Der begyndes med en tese (som kan være et begreb, et synspunkt eller et fænomen). Tesen fører til sin modsætning – antitesen. Ud af antitesen vokser syntesen, der ophæver både tesen og antitesen, og som samtidig indeholder noget af dem begge. Syntesen bliver derefter – på et højere niveau - til en ny tese, som afføder en antitese, som afføder en syntese, osv. Se figuren.
Det er ikke Hegel, der har opfundet dette dialektiske skema. Han bruger ikke engang udtrykkene ”tese”, ”antitese” og ”syntese” i sine skrifter (undtagen i en forelæsning, hvor han bruger skemaet om Kants filosofi, ikke sin egen).. Det tredelte skema stammer fra den otte år ældre Johann Gottlieb Fichte. Alligevel har skemaet vist sig at være velegnet til at forklare hans filosofi.
Hegel bruger et eksempel fra naturen til at illustrere dialektikken: Plantens kim indeholder en drift til at udvikle sig. Kimet kan ikke udholde kun at være sig selv som kim. Driften er en modsigelse af kimet som kim: Det vil være noget andet end kim. Modsigelsen er allerede indeholdt i kimet, men den er indhyllet, endnu ikke udviklet.
Modsigelsen resulterer nu i et tredje element: en ny plante. Den nye plante afføder et nyt kim, som har en drift til at udvikle sig. Modsigelsen mellem dette nye kim og dens iboende drift resulterer i en ny plante, osv. Kimet er altså tesen, driften er antitesen, og planten er syntesen, der bliver til en ny tese: et nyt kim.
Den dialektiske bevægelse findes blandt andet i den filosofiske begrebsanalyse, siger Hegel. For ham er det mest grundlæggende begreb væren. Alle værende ting – bordet i stuen, koen på marken, månen på himlen, ideologierne i det politiske landskab, forestillingerne i religionerne – alle har det tilfælles, at de er. Det mest almene ord må være ordet væren, for i det ord mødes alle de ting, der er.
Men hvordan skal man egentlig definere ”væren”? Man må se bort fra alt det, der er specielt for de enkelte ting. Når man skal definere bordets væren, må man se bort fra bordets farve, dets form, dets kemiske sammensætning, osv. Men hvad bliver der så tilbage? Der bliver tilsyneladende intet tilbage. Hvis man ser bort fra, hvad et eller andet er, og blot henholder sig til, at det er, så bliver det tilsyneladende tomt, uden indhold, intet. Det er ikke defineret ved noget, det har ingen bestemmelser. Det mest positive (bekræftende) ord ”væren” slår ligesom over i det mest negative (benægtende) ord af alle: ”intet”. Tesen fører til sin modsigelse: antitesen.
Men analysen af begreberne ”væren” og ”intet” fører i kraft af fornuften eller tankens logik frem til et begreb, der indeholder dem begge. Det er begrebet tilblivelse. Når noget bliver til, så både er det og er det endnu ikke. Det vil sige: Begrebet tilblivelse indeholder både væren og intet. Tesen og antitesen bliver ophævet i syntesen: tilblivelsen. At de bliver ”ophævet” har en dobbelt betydning; dels at de bliver annulleret som selvstændige enheder, dels at de bliver sammenfattet og bevaret i syntesen, som befinder sig på et højere niveau.
Ad ofte snørklede veje og uden at bruge det treleddede skema konsekvent fortsætter Hegel sin dialektiske analyse af begreberne, indtil han til sidst når frem til begrebet det absolutte. Det er begrebet om det ubegrænsede og altomfattende.
Hegel begynder altså med det mest primitive begreb – væren – og ender med det mest avancerede begreb – det absolutte. Det mest primitive begreb har ingen bestemmelser. Det mest avancerede begreb har derimod alle bestemmelser. Det er altomfattende.
Den dialektiske begrebsudvikling kan forklares således: Ethvert begreb (undtagen begrebet det absolutte) er begrænset. At forstå et begreb er blandt andet at forstå, at der er begrænset, og at forstå, hvordan det er begrænset. Det er det, der ligger i ordet ”definition”, som betyder ”afgrænsning”. Et ords betydning bliver i en definition afgrænset i forhold til det, som det ikke betyder. Forståelsen af et begreb indebærer med andre ord forståelsen af, hvad begrebet ikke betyder. Hvad et begreb ikke betyder, ligger allerede i selve begrebet. Heri ligger en tilskyndelse til den dialektiske bevægelse – som til sidst fører frem til det begreb, som ikke er begrænset: det absolutte.

### Historiefilosofi
Hegel var en af de første, der havde en historiefilosofi. Hans historiefilosofi er - som hans øvrige filosofi - karakteriseret ved dialektik. Han ser historiske begivenheder forløbe efter et dialektisk skema.
Han nævner situationen omkring den franske revolution som et eksempel. Før den franske revolution havde Frankrig den enevældige styreform. Det var tesen: enevælden. Så kom selve revolutionen, oprøret mod enevælden. Det var antitesen: revolutionen.
Men Frankrig kunne ikke leve i et vedvarende oprør. På et tidspunkt måtte der komme en styreform, der indeholdt de fornuftige elementer fra enevælden, samtidig med at den indeholdt nogle af de positive ideer, der lå i revolutionen: oplysning, frihed, lighed og broderskab. Oplysningstidens ideer begyndte for alvor at gøre sig gældende i Frankrig efter revolutionen. Det var syntesen: oplysningen.
Det dialektiske skema er altså: enevælde – revolution – oplysning. Hegel regner med, at syntesen efter nogen tid vil blive til en ny tese, hvorefter der vil komme en ny dialektisk bevægelse.
Som sagt siger Hegel, at den altomfattende helhed er kendetegnet ved fornuft. Fornuften behersker hele tilværelsen, og derfor behersker den også verdenshistorien. Verdenshistorien forløber på en fornuftig måde, og den forløber efter en fornuftig plan. Han bruger i den forbindelse udtrykket verdensfornuften. Verdenshistoriens dialektiske forløb er et udtryk for en universel fornuft, nemlig verdensfornuften – den fornuft, der gennemtrænger hele verden. Denne fornuft er upersonlig. Den er ikke bundet til menneskers personlige ønsker, men er bundet til en universel plan.
Verdensfornuften kalder Hegel også for verdensånden. Dette udtryk bruger han, når han vil understrege, at der er en plan og et mål for historien. Verdensånden driver historien frem i overensstemmelse med den overordnede plan. Når tiden ifølge planen er moden til en stor forandring, så udser verdensånden sig et menneske, der kan gennemføre forandringen. Alexander den Store, Cæsar, Luther og Napoleon var sådanne mennesker. De blev af verdensånden brugt til at gennemføre de store forandringer. De ”store mennesker” er verdensåndens specielle redskaber. For eksempel blev Luther brugt til at skabe en forandring i kristendommen i Nordeuropa.
I hans egen tid var det Napoleon, der blev brugt til at drive historien frem. I oktober 1806 havde Hegel set Napoleon ride gennem Jena. Som tilhænger af den franske revolution var han begejstret over således at have set ”verdensjælen til hest”. I et brev skrev han:
"Jeg så kejseren – denne verdenssjæl – ride ud gennem byen for at rekognoscere; – det er virkelig en vidunderlig følelse at se et sådant individ, der her koncentrerer sig på ét punkt, og som siddende på en hest griber ud over verden og behersker den.” 
Verdensåndens march gennem historien betragter Hegel som et stafetløb med en fakkel, hvor fakkelbæreren kun har betydning, så længe vedkommende bærer faklen. Det er faklen, der skal frem. Fakkelbæreren er kun et værktøj.
De store nationer er dem, der bedst afspejler verdensåndens bevægelse på et bestemt tidspunkt i historien. I antikken var det Grækenland og Romerriget, der var historiens fakkelbærere. I sin egen tid mener han, at det er Tyskland. Han fremhæver den tyske stat, fordi den er bygget på intelligens, og fordi den bestræber sig for ikke at dyrke særinteresser eller bestemte klasser, men have helheden for øje. Den tyske stat er således i høj grad i overensstemmelse med fornuften - og dermed i overensstemmelse med verdensånden. I fremtiden vil det måske være Amerika, der er historiens fakkelbærer, mener han.
Hegel anser krige og stridigheder mellem nationer for at være vigtige årsager til forandringer. De store mennesker må undertiden handle hensynsløst for at tilvejebringe de forandringer, som verdensånden kræver. Disse mennesker er kun lydige redskaber for verdensåndens plan. Krige kan være et nødvendigt led i staternes magtkampe. Verdensåndens bevægelser sætter sig igennem uden småligt hensyn til enkeltindividernes interesser. Den umiddelbare menneskekærlighed må undertiden vige for verdensåndens krav om forandring.
Historiens dialektiske proces har et mål for mennesket. Dette mål er, at mennesket aktualiserer eller udfolder sit egentlige væsen som fornuft. Den fornuft, som Hegel her tænker på, er ikke en personlig fornuft. Det er en universel fornuft – en fornuft der både er til stede i i tilværelsen som helhed og i det enkelte menneske. Menneskets fornuft er egentlig den samme som verdensfornuften eller – hvilket er det samme - verdensånden. Man kan således sige, at historiens mål er, at fornuften aktualiserer sig selv i mennesket.
Fornuften er aktualiseret i forskellig grad hos forskellige mennesker. I samme grad som et menneske har aktualiseret sig som et fornuftsvæsen, i samme grad er der identitet mellem dets fornuft og den universelle fornuft. For det enkelte menneske gælder det om at aktualisere det, der allerede er potentielt til stede i vedkommende: den universelle fornuft.
Dermed bliver historiens mål frihed, siger Hegel. Når det enkelte menneske har realiseret eller udfoldet sit egentlige væsen som fornuft, er denne fornuft i samklang med den fornuft, der hersker i verden som helhed. Den enkelte vil det samme som helheden vil. Og det giver frihed. Det kan sammenlignes med den frihed, man får, når man svømmer med flodens strøm - i stedet for at svømme imod den.
Det skal dog understreges, at dette mål for historien er et ideal, som aldrig nås fuldstændigt. Alligevel stræber historien frem imod det.

## Hegel og eftertiden
Hegel har haft en enorm indflydelse på eftertidens filosofi, ikke mindst i Tyskland. Hans historiefilosofi har haft betydning for Karl Marx, der overtager hans dialektiske metode til at forstå historien. Marx bruger dog metoden på mere konkrete problemer. Han bruger den for eksempel på de indbyrdes konflikter mellem samfundsklasserne. Han mener, at historiens udvikling skyldes materielle forhold, herunder økonomiske forhold. Udviklingen skyldes ikke en verdensånd.
En pointe hos Hegel er, at en åndelig virkelighed - verdensånden - ”kommer først”. Denne åndelige virkelighed er overordnet den materielle og samfundsmæssige virkelighed, og den bestemmer, hvordan historien forløber. Marx vender denne historieopfattelse ”på hovedet” og siger, at det er de materielle forhold der bestemmer, hvordan verden og dens udvikling forløber. Det er ikke verdensånden, der er det grundlæggende, siger han. Tværtimod: Det er det materielt-økonomiske og arbejdet, der danner grundlaget for alt andet, herunder menneskets bevidsthed. Her ses forskellen på Hegels idealisme og Marx´ materialisme.
Hegel er blevet kritiseret for at betragte individet som blot et redskab for verdensånden - og er i det hele taget blevet kritiseret for at ”glemme” individet og individets synsvinkel på tilværelsen. Søren Kierkegaard kritiserer ham således for ikke at tage individets menneskelige eksistens i betragtning. Kierkegaard tager udgangspunkt i ”hin enkelte”. Det enkelte menneskes eksistens er aldrig afsluttet, således som Hegels store system er det, siger han. Systemet er kendetegnet ved abstraktion, almenhed og afsluttethed. Det enkelte menneskes eksistens er derimod kendetegnet ved at være konkret, individuelt og uafsluttet.
Kierkegaard fremhæver, at individets eksistens er uafsluttet på den måde, at det altid befinder sig i en stræben efter sandhed, en stræben som aldrig når sit mål. Dette eksistentielle vilkår leder man forgæves efter hos Hegel. Kierkegaard beskriver Hegels system således: ”Nogen eksisterende rest må der ikke være tilbage, end ikke et sådant lille bitte dingeldangel som den eksisterende hr. professor, der skriver systemet.”.

## Betydning i Danmark
Georg Wilhelm Friedrich Hegel har haft en betydelig indflydelse i Danmark, og hans tanker har påvirket forskellige områder af intellektuel og kulturel aktivitet.
Hegels filosofiske ideer og dialektiske metode fandt vej ind i dansk filosofi og teologi. Nogle danske tænkere, som N.F.S. Grundtvig og Anders Sandøe Ørsted, blev påvirket af Hegels tanker og søgte at integrere dem i deres egne arbejder
Hegels ideer om åndens udvikling og betydningen af historien havde en indflydelse på den teologiske tænkning i Danmark. Teologer, såsom H.L. Martensen og P.C. Kierkegaard (Søren Kierkegaards far), forsøgte at forstå og integrere Hegels filosofi i den teologiske diskurs.
Hegels indflydelse kan spores i kunsten og kulturen under Den Danske Guldalder (ca. 1800-1850). Kunstnere som C.W. Eckersberg brugte idealistiske ideer i deres kunst, og disse tanker bidrog til udformningen af periodens kulturelle udtryk.
Hegels politiske filosofi, især hans idéer om staten som et organ for frihed og udvikling, påvirkede også diskussionerne om politik i Danmark. Dette kunne ses i samfundsdebatter og intellektuelle kredse.
Søren Kierkegaard, en af Danmarks mest kendte filosoffer, var kendt for sin kritik af Hegels system. Selvom Kierkegaard blev påvirket af Hegels tanker, især dialektikken, kritiserede han Hegels rationalisme og systematiske tilgang. Kierkegaard argumenterede for en mere eksistentiel og subjektiv tilgang til filosofi og tro.
Hegels indflydelse i dagens Danmark kan ses på flere niveauer, selvom det ikke nødvendigvis er så fremtrædende som tidligere. Hegels filosofi fortsætter med at være genstand for undersøgelse og diskussion inden for den filosofiske tradition. Danske filosoffer og idehistorikere som Peter Aaboe Sørensen, Jonas Holst, Peter Wolsing, Jørgen Huggler og Anna Anna Cornelia Ploug, der er interesseret i idealisme, dialektik og politisk filosofi, henter stadig inspiration fra Hegels tanker og diskuterer dem.

### Primærlitteratur af Hegel på tysk
- Enzyklopädie der philosophischen Wissenschaften. Redegørelser for de filosofiske grundopfattelser, som Hegel fremkom med i sine forelæsninger i Heidelberg og Berlin.
- Vorlesungen über die Geschichte der Philosophie (1806).
- Phänomenologie des Geistes (1807). Hovedværk.
- Wissenschaft der Logik (1812-16, omarbejdet 1831). Hovedværk.
- Grundlinien der Philosophie des Rechts (1821). Betydningsfuld forelæsning - den eneste Hegel selv udgav.

### Primærlitteratur af Hegel på dansk
- Hegel, G. W. F. (1991): Den dramatiske poesi. Oversættelse L. Morell. Passage, nr. 9, s. 17-25.
- Hegel, G. W. F. (1994): Ironien. Passage, nr. 17, s. 93-98.
- Hegel, G. W. F. (1997): Forelæsninger over historiens filosofi. Gyldendal
- Hegel, G. W. F. (2003): Differensen mellem det Fichteske og det Schellingske filosofiske system. I: Slagmark nr. 36, 2002-03
- Hegel, G. W. F. (2004): Retsfilosofi. DLF. Oversat af Claus Brat Østergaard
- Hegel, G. W. F. (2004): To anmærkninger om Spinoza fra G.W.F. Hegels Wissenschaft der Logik. I: Slagmark 39 (2004), s. 43–58. Oversat af Jørgen Huggler.
- Hegel, G. W. F. (2005): Åndens fænomenologi. Gyldendal. Med forord af og oversat af Claus Bratt Østergaard.
- Hegel, G. W. F. (2012): Den tyske idealismes ældste systemprogram. I: Tidskrift, 2012. Oversat af Søren Mau og Søren Riis. Arkiveret 2. september 2021 hos  Wayback Machine.
- Hegel, G. W. F. (2019): Indledning til æstetikken. København. Forlaget Senmund. Oversat af Jacob Bittner.
- Hegel, G. W. F. (2022): Dialektik. Mindspace. Udvalgt og kommenteret af William Mathorne og Anna Cornelia Ploug, der også har skrevet introduktionen.

### Sekundærlitteratur om Hegel på tysk og engelsk
- Arno Anzenbacher: Einführung in die Philosophie. Freiburg 2002.
- Joxe Azurmendi: Hegel: Volksgeist historia unibertsalean (Hegel: Volksgeist in universal history) In: Volksgeist. Herri gogoa, Donostia: Elkar, 2007. ISBN 978-84-9783-404-9.
- Benjamin Benjamin: The Arcades Project. Harvard University Press 1999. ISBN 9780674043268.
- Daniel Berthold-Bond: Hegel – Nature of the Dialectic. Fra: "Hegel's Grand Synthesis: A Study of Being, Thought, and History." Harper 1993. ISBN 0-88706-956-8.
- Daniel Breazeale: Fichte's ‘Aenesidemus. Review and the Transformation of German Idealism" I The Review of Metaphysics. 34 (1981).
- Stephen Houlgate: Hegel and the Philosophy of Nature. SUNY Press 1998. ISBN 0-7914-4143-1.
- Walter Jaeschke: Hegel-Handbuch: Leben – Werk – Schule. Metzlersche 2003. ISBN 9783476017055.
- Walter Kaufmann: Hegel: A Reinterpretation. Anchor Books 1966.
- Jon Stewart & Robert B. Pippin (ed.): Kierkegaard's Relations to Hegel Reconsidered. Modern European Philosophy 2003. ISBN 0-521-82838-4.
- Jon Stewart: A History of Hegelianism in Golden Age Denmark. Tome I. The Heiberg Period: 1824-1836. Museum Tusculanums Forlag 2007. ISBN 978-87-635-3086-6.
- Jon Stewart: A History of Hegelianism in Golden Age Denmark. Tome II. The Martensen Period: 1837-1842. Museum Tusculanums Forlag 2007. ISBN 978-87-635-3101-6.

### Sekundærlitteratur om Hegel på dansk
- Hartnack, Justus (1969): * Hartnack, Justus: Filosofiens historie. Nordisk Forlag.
- Hartnack, Justus: Fra Kant til Hegel. En nyfortolkning. 1979. ISBN 87-19-10063-9.
- Hartnack, Justus: Hegels logik, 1995. ISBN 87-7421-962-6
- Huggler, Jørgen (1999): Hegels skeptiske vej til den absolutte viden. En analyse af Phänomenologie des Geistes. MTF
- Huggler, Jørgen & Lise Huggler (2004): Substansen er et subjekt. Slagmark, 36
- Koch, C. H. (1997): Træk af Hegels betydning for dansk åndsliv i det 19. århundrede. Filosofi, 18-31.
- Erik Lund, Mogens Pihl, Johannes Sløk (1993): De europæiske ideers historie. Nordisk Forlag 1993. ISBN 978-87-02-06551-0
- Arne Næss (1991): Filosofiens historie 2. Hans Reitzels Forlag. ISBN 87-412-3158-9
- Ploug, Anna Cornelia & William Toke Mathorne (2020): Hegel på dansk. Oversigt over Hegel-tekster i dansk oversættelse. Res Cogitans.
- Ploug, Anna Cornelia (2020). Indføring i dialektik: Introduktion til G.W.F. Hegels ’Logikkens nærmere begreb og inddeling’. Res Cogitans, 14 (3), 89-94.
- Sørensen, Jonas Holst (2004): Den antikke, græske filosofis paradigmatiske betydning for Hegels spekulative tænkning. Slagmark 36
- Sørensen, Peter Aaboe (2004): At tænke i sammenhæng – om Hegels Einleitung til Phänomenologie des Geistes. Slagmark: 36
- Wolsing, Peter (2019): GWF Hegel. Djøf.
- Wolsing, Peter (2022). Tænkningens dannelse. Om at slå et slag for den "logiske ånd" i Hegels filosofi. Paradoks: Tidsskrift for filosofi og teori.
- Jonas Jakobsen: Anerkendelse og selvidentitet – om forsoningen mellem det gode og det liv moralsk gode liv hos Hegel. I bogen Fordringen på anerkendelse.[1]